# Veclaicene socken
Veclaicene socken (lettiska: Veclaicene pagasts) är ett administrativt område i Alūksne kommun i Lettland.